# Brownsville Station
Brownsville Station ist eine US-amerikanische Rockband aus Michigan, die vor allem in den 1970er Jahren populär war.

## Bandgeschichte
Brownsville Station wurde 1969 in Ann Arbor ins Leben gerufen. Die Gründungsmitglieder waren Cub Koda (Gitarre, Gesang, Mundharmonika), Mike Lutz (Gitarre, Gesang, Bass, Keyboard), T. J. Cronley (Schlagzeug) und Tony Driggins (Bass, Gesang). 1970 veröffentlichten sie ihr Debütalbum No BS. Ihr drittes Album Yeah! von 1973 enthielt ihren größten Hit Smokin‘ in the Boys Room, geschrieben von Cub Koda und Michael Lutz. Der Song erreichte Platz 3 der Billboard Hot 100, Platz 3 in Kanada, Platz 27 im Vereinigten Königreich und wurde 1985 ein Hit für Mötley Crüe.
1971 verließ Cronley die Band und wurde durch Henry „H-Bomb“ Weck am Schlagzeug ersetzt. Driggins schied 1972 aus, 1975 kam Bruce Nazarian (Gitarre, Gesang, Keyboard, Bass) dazu. Bis zu ihrer Auflösung 1979 brachte die Band sieben Alben heraus und veröffentlichte etliche Singles, von denen sieben in die Billboard Hot 100 einstiegen.
1993 veröffentlichte Rhino Records das Kompilationsalbum Smokin’ in the Boys Room: The Best of Brownsville Station, dem einige weitere Kompilationen der Band folgten. 2008 wurde Brownsville Station in die Michigan Rock and Roll Legends Hall of Fame aufgenommen. 2012 durchforsteten Lutz und Weck Demos sowie Aufnahmen von Proben und Liveauftritten der Band und nahmen neue Titel auf; daraus entstand das Album Still Smokin’. Danach traten Lutz und Weck mit den neuen Bandmitgliedern Billy Craig (Gitarre, Gesang) und Andy Patalan (Gitarre, Gesang) wieder als Brownsville Station auf. 2013 schied Patalan wieder aus und es kamen Arlen Viecelli (Gitarre, Gesang) und Brad Johnson (Bass, Gesang) dazu.

## Diskografie
Alben
- 1970: No BS (Palladium Records)
- 1972: A Night on the Town (Big Tree Records)
- 1973: Yeah! (Big Tree Records)
- 1974: School Punks (Big Tree Records)
- 1975: Motor City Connection (Big Tree Records)
- 1977: Brownsville Station (Private Stock)
- 1978: Air Special (Epic)
- 2012: Still Smokin’ (Eigenveröffentlichung)